# Flughafen Lorient Bretagne Sud

i7
i11
i13
Der Flughafen Lorient Bretagne Sud (IATA-Code: LRT, ICAO-Code: LFRH), üblicherweise Flughafen Lorient-Lann-Bihoué benannt, ist der Flughafen der westfranzösischen Stadt Lorient und liegt in der französischen Kommune Ploemeur im Département Morbihan, rund zwölf Kilometer westlich von Lorient. Er wird sowohl militärisch als auch zivil genutzt. Der zivile Teil des Flughafens wird von der IHK Morbihan verwaltet. Der mit 800 ha flächenmäßig größte Militärflugplatz Europas wird von der Aéronavale als Base aéronautique navale de Lann-Bihoué bezeichnet.

## Geschichte
Die Ursprünge der Fliegerei im Bereich Lorient reichen bis in die Zeit des Ersten Weltkrieges zurück, als auf dem linken Flussufer des Scorff, am sogenannten Pointe du Malheur, Wasserflugzeuge und Fesselballone zum Einsatz kamen. Ihre Aufgaben waren die Luftaufklärung von Seeminen und U-Booten. Der regelmäßige militärische Flugbetrieb endete 1920 und in den folgenden Jahren verlegten Marineflieger lediglich im Sommer zu Manövern nach Lorient.
Der Beginn des Flugbetriebs mit Landflugzeugen am heutigen Standort Lann Bihoué fand im Jahr 1938 durch einen örtlichen Luftsportverein statt.
Ein dreiviertel Jahr nach Frankreichs Niederlage im Rahmen des Westfeldzuges im Juni 1940 begann die deutsche Luftwaffe mit dem Bau eines Fliegerhorstes, der mit zwei 2.000 m langen Start- und Landebahnen ausgestattet war. Einige Hangars von damals existieren noch heute. Die in Kerlin-Bastard, so die damalige Bezeichnung des Flugplatzes, stationierten Flugzeugtypen umfassten Messerschmitt Bf 109, Heinkel He 111, Focke-Wulf Fw 200, Bücker Bü 131 und Fieseler Fi 156. Hauptnutzer war die mit Junkers Ju 88C-6 ausgerüstete V. Gruppe des Kampfgeschwader 40 (V./KG40), die hier zwischen September 1942 und Oktober 1943 stationiert war. Deren Aufgaben umfassten die Sicherung des An- und Abmarsches von in Lorient stationierten U-Booten in ihre Operationsgebiete und der Angriff auf die alliierte Konvoischifffahrt im Seegebiet um Irland. Der Platz diente auch als Logistikumschlagplatz inklusive des Besatzungstausches von U-Boot-Besatzungen. Die US-Amerikaner ließen das von der Wehrmacht stark verteidigte Gebiet um Lorient im Verlauf der Schlacht um die Bretagne Ende 1944 schließlich links liegen, so dass der Flugplatz erst am 10. Mai 1945 von der deutschen Besatzung an französische Behörden zurückgegeben wurde.
Nach Kriegsende wurde der Flugplatz 1946 ein Stützpunkt der französischen Marineflieger, der Aviation Navale (AVIA), kurz Aéronavale. Die ersten hier fest stationierten fliegenden Einheiten waren ab 1951 Escadrille 1S, ausgerüstet mit Siebel Si 204, PBY Catalina und Nord 1002 sowie die Flottille 5F mit ihren Curtiss SB2C. Ab 1952 kam eine U-Jagd-Staffel Avro Lancaster hinzu. Anschließend flogen diese und weitere Staffeln spezielle Seefernaufklärer der Typen Lockheed P2V-7 Neptune und Breguet Br-1150 Atlantic (ab 1991/1992 die Atlantique 2). Zwischen 1964 und 1968 waren in Lorient auch zwei Staffeln trägergestützte Crusader Abfangjäger stationiert und ab 1964 daneben die Flottille 4F. Sie war bis 1997 mit ebenfalls trägergestützten Breguet Br.1050 Alizé ausgerüstet und fliegt seitdem die Grumman E-2C Hawkeye. Zwischen 1955 und 2000 lag hier darüber hinaus die mit Helikoptern ausgerüstete Escadrille 2S.

## Technik am Flughafen
Es ist ein ILS auf RWY 25 vorhanden.

## Militärische Nutzung

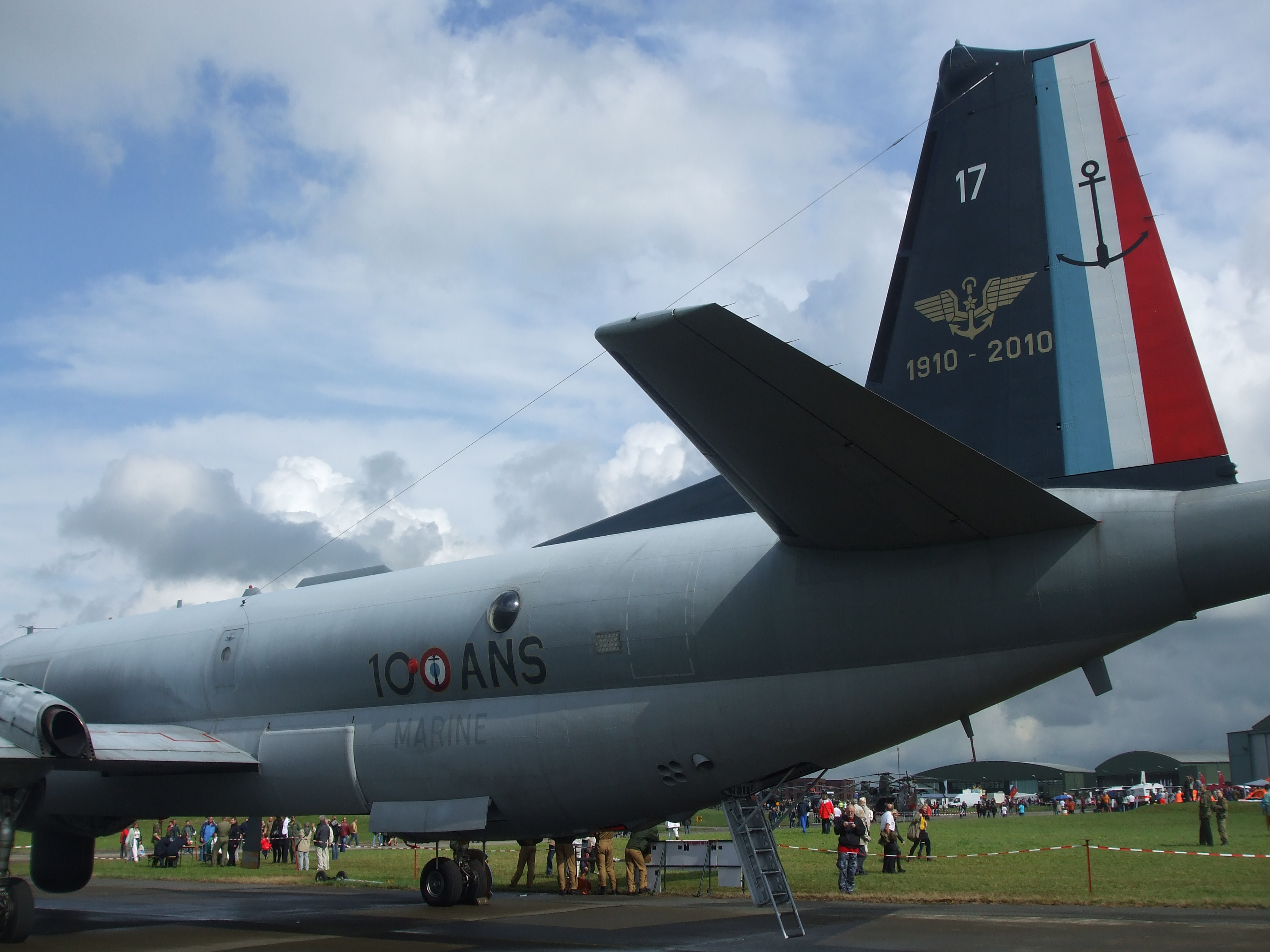
Atlantique 2, aufgenommen in Nordholz, 2013

Die Aéronavale nutzt die Basis zurzeit (2022) wie folgt:
- Flottille 21F  und 23F, zwei Staffeln Seefernaufklärer Breguet Atlantic
- Flottille 4F , eine Staffel trägergestützter Frühwarnflugzeuge Grumman E-2C Hawkeye
- Flottille 24F , eine Staffel Seeüberwachungsflugzeuge Dassault Falcon 50M
- Flottille 28F , eine Staffel Schulflugzeuge Embraer EMB-121 Xingu

Hinzu kommen einige nicht-fliegende Verbände.

## Zivile Nutzung
Die einzige Direktverbindung nach der Corona-Pandemie betreibt APG Airlines nach Toulouse. Lorient Bretagne Sud wird auch von einigen Charterfluggesellschaften angeflogen. Aus deutschsprachigen Ländern gibt es keine Direktverbindungen. Daneben dient er auch der Allgemeinen Luftfahrt.

## Zwischenfälle
- Am 30. Juli 1998 stieß eine Beechcraft 1900D der französischen Proteus Airlines (F-GSJM) auf einem Regionalflug vom Flughafen Lyon Saint-Exupéry zum Flughafen Lorient über der Bucht von Quiberon mit einer privaten Reims Cessna F177RG Cardinal (F-GAJE) zusammen. Beide Flugzeuge zerbrachen in der Luft und stürzten ins Meer. Insgesamt starben 15 Menschen, 14 an Bord der Beechcraft und einer an Bord der Cessna. Die Piloten der Beechcraft hatten auf die Bitte eines Passagiers hin eine Kursabweichung über die Bucht von Quiberon vorgenommen, da dort gerade das berühmte Schiff France lag.[3]